# Hadron

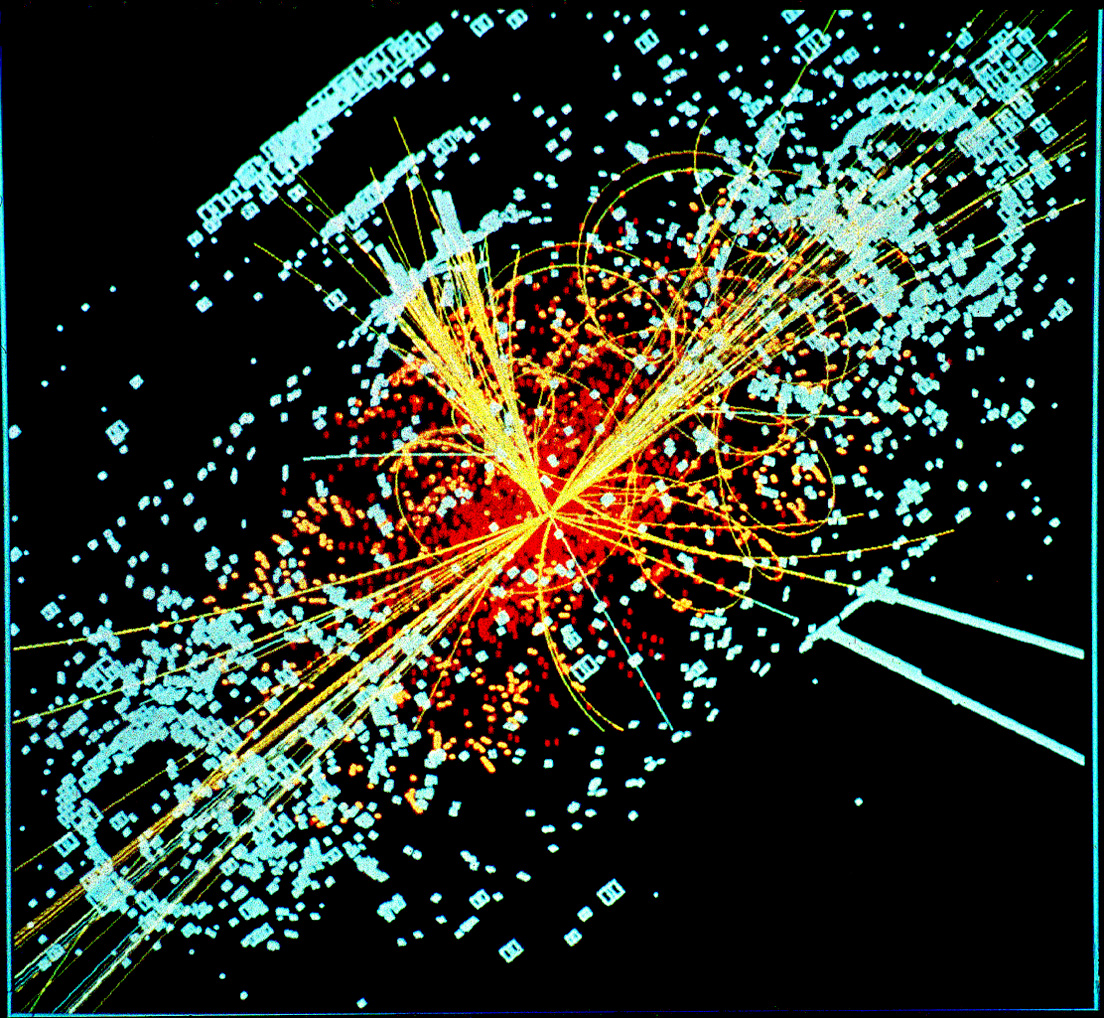
Srážka a vznik hadronu v podobě simulace

Hadron je složená silně interagující subatomární částice (menší než atom). Hadrony mohou obsahovat kvarky, antikvarky, případně také gluony nebo být složeny pouze z gluonů.

## Dělení hadronů
Hadrony se podle spinu a kvarkového složení dělí na v přírodě běžné:
- baryony – hadrony s poločíselným spinem (fermiony), které jsou složeny ze tří kvarků (antibaryony ze tří antikvarků);
- mezony – hadrony s celočíselným spinem (bosony), které jsou složeny z kvarku a antikvarku;

a exotické nově objevené složené částice:
- tetrakvarky – s celočíselným spinem, složené ze 2 kvarků a 2 antikvarků;[1][2][3]
- pentakvarky – s poločíselným spinem, složené ze 4 kvarků a 1 antikvarku;[4][5]
- hexakvarky (zahrnující i dibaryony) – s celočíselným spinem, složené ze 6 kvarků.[6][7]

Zatím experimentálně nepotvrzenými hadrony v souladu se standardním modelem jsou:
- glueballs/gluebally (dříve zvané též gluonia) – exotické hadrony složené pouze z gluonů;[pozn. 2]
- „hybridní“ hadrony, vázané stavy kvarků/antikvarků a (ne virtuálních) gluonů.[pozn. 3]

## Příklad
Nukleony jsou hadrony skládající se ze tří kvarků první generace. Například proton je tvořen dvěma kvarky u a jedním d (uud), zatímco neutron jedním kvarkem u a dvěma d (udd). Jsou to základní stavy s výsledným izospinem ½, stejné složení však mají i baryonové rezonance N (izospin ½) a Δ (izospin 3/2).

## Vlastnosti
Hadrony jsou částice, které reagují na silnou interakci.
Hadron jako celek má barevný náboj roven nule, protože jednotlivé barevné náboje kvarků se vzájemně vyruší.
V každém hadronu se kromě uvedených kvarků v každém okamžiku také nacházejí gluony a páry kvark-antikvark. Každý kvark uvnitř hadronu si neustále vyměňuje barevné náboje s dalšími kvarky v tomtéž hadronu.
Ke každému hadronu existuje odpovídající antičástice, skládající se z odpovídajících antikvarků.

## Rezonance
Každý hadron, nerozpadající se v základním stavu silnou interakcí, se může nacházet v excitovaných stavech (které mohou mít odlišné hodnoty spinu a parity) – takové stavy se nazývají rezonance. Rezonance se velmi rychle rozpadají (řádově za 10−24 s) vlivem silné interakce. Jako rezonance jsou zpravidla označovány i hadrony, které nemají žádný stav stabilní vzhledem k silné interakci a jejich stav je možno považovat za základní (např. tetrakvarky a pentakvarky).